# Wydział Informatyki Politechniki Białostockiej
Wydział Informatyki Politechniki Białostockiej – jeden z sześciu wydziałów Politechniki Białostockiej.

## Historia
Wydział powstał w 2001 roku, wskutek przekształcenia z istniejącego od 1989 roku Instytutu Informatyki. Od 2001 roku Wydział posiada uprawnienia do nadawania stopnia naukowego doktora nauk ścisłych i przyrodniczych w dyscyplinie informatyka, a od roku 2016 – także doktora habilitowanego.

## Kierunki studiów
Dostępne kierunki:
- Informatyka (studia I i II stopnia)
- Informatyka i Ekonometria (studia I stopnia)
- Matematyka stosowana (studia I i II stopnia)

## Władze Wydziału
W kadencji 2020–2024:
| Stanowisko                               | Imię i nazwisko              |
| ---------------------------------------- | ---------------------------- |
| Dziekan                                  | dr hab. Dorota Mozyrska      |
| Prodziekan ds. Studenckich i Kształcenia | dr inż. Andrzej Chmielewski  |
| Prodziekan ds. Rozwoju i Współpracy      | dr hab. inż. Ireneusz Mrozek |

## Struktura organizacyjna

### Instytut Informatyki Technicznej i Telekomunikacji
Dyrektor: dr hab. Agnieszka Malinowska
- Katedra Oprogramowania
- Katedra Matematyki
- Katedra Informatyki Teoretycznej
- Katedra Mediów Cyfrowych i Grafiki Komputerowej
- Katedra Systemów Informacyjnych i Sieci Komputerowych